# Hylemera muscosa
Hylemera muscosa är en fjärilsart som beskrevs av Claude Herbulot 1972. Hylemera muscosa ingår i släktet Hylemera och familjen mätare. Inga underarter finns listade i Catalogue of Life.